# 防溢器
防溢器，或者可以称为牛奶防溢器（英語：Milk watcher）是一种炊具。这种炊具通常都是放置在锅底，以防止液体在加熱后沸腾而溢出锅具。牛奶防溢器可以应用在牛奶加熱沸腾时之類的應用。

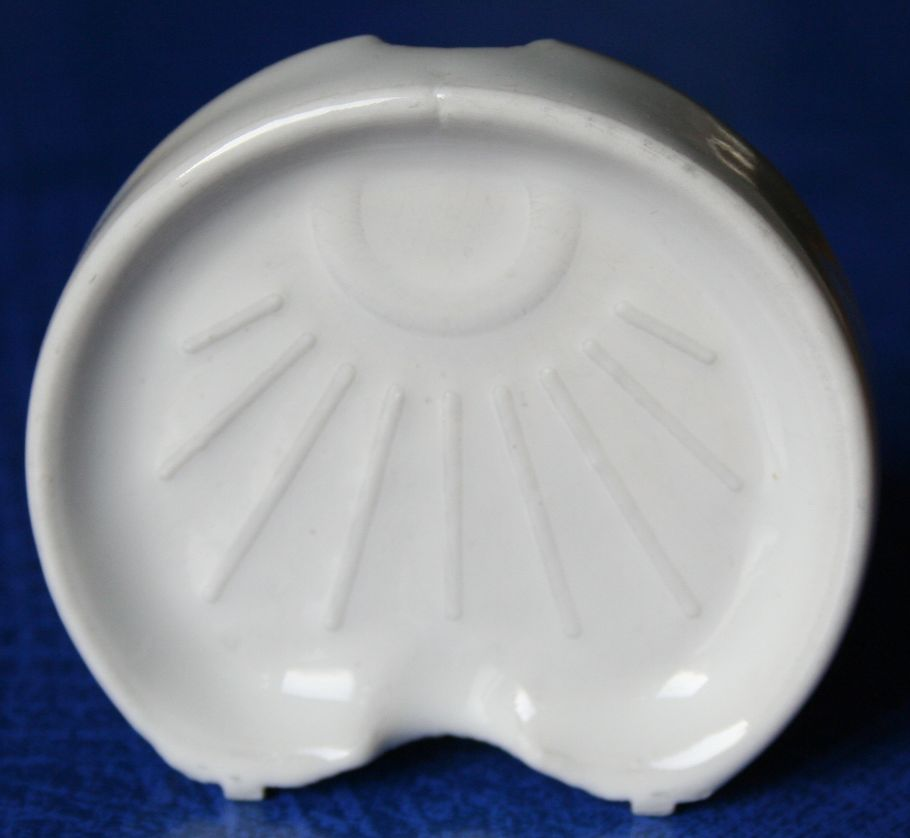
陶瓷制的牛奶防溢器-每側都有一個缺口，缺口在內斜面。

牛奶防溢器就是一个带有凸起边缘以及在一側有切口的盘子。一些防溢器更加会有特別的设计，正面或反面都可以使用（朝上使用）（见图片），這類的牛奶防溢器通常會有两个缺口。牛奶防溢器的内部不是呈水平的；缺口侧向上倾斜，缺口可以用来收集水蒸汽。牛奶防溢器會因为收集的水蒸汽而导致缺口侧往上翹起，释放水蒸汽並且讓锅底周围的液体循环，同時也會发出一些噪音。

## 歷史

### 发明时间
牛奶防溢器是由文森特·哈特利（Vincent Hartley）在1938年发明的，在一些拉丁國家很受欢迎。

## 運作原理

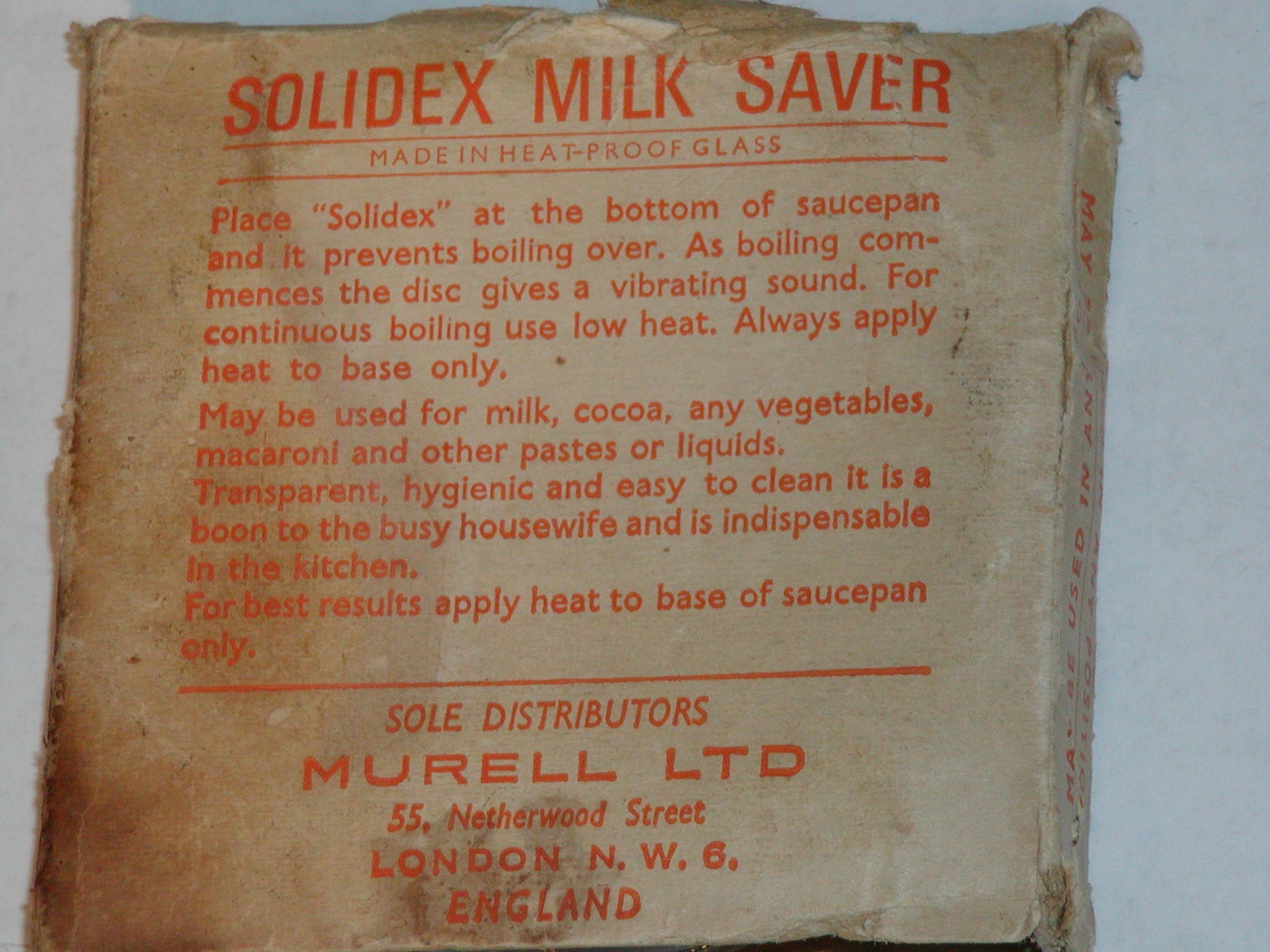
防溢器的使用說明。

一般而言，水烧开时不太會沸腾溢出。不過若沸水中有脂肪、澱粉等其他物質，或者加入了牛奶、義大利面等，就比較容易沸腾溢出。沸騰液體的表面會形成一層薄膜，例如牛奶加熱時其脂肪會分離，形成奶油。液体黏度变大，其蒸气泡就会在薄膜下形成泡沫，泡沫把薄膜顶起，漫过锅的边缘后就会溢出。
牛奶防溢器是一个较重的圆盘，放入锅中后会沉入锅底。这样锅底产生的气泡就不会直接上浮，而是聚成一个大气泡抬起防溢器。防溢器抬起后释放气泡，然后落回锅底发出声响。这样防溢器既搅动了牛奶，又让气泡更大，这有两个效果：
- 减少泡沫的形成：泡沫里气泡越大，就越容易破裂，泡沫也就越不稳定。
- 减少薄膜的产生：气泡越大，液体搅动越剧烈，就越不容易产生无法破裂的薄膜。

另外，牛奶防溢器发出的声响还能提醒厨师把火关小，如果溢出并不严重，牛奶防溢器就能完全防止其发生。
牛奶防溢器也可以讓鍋底附近的液体循环，避免食材沉积在鍋底而燒焦。

## 图片

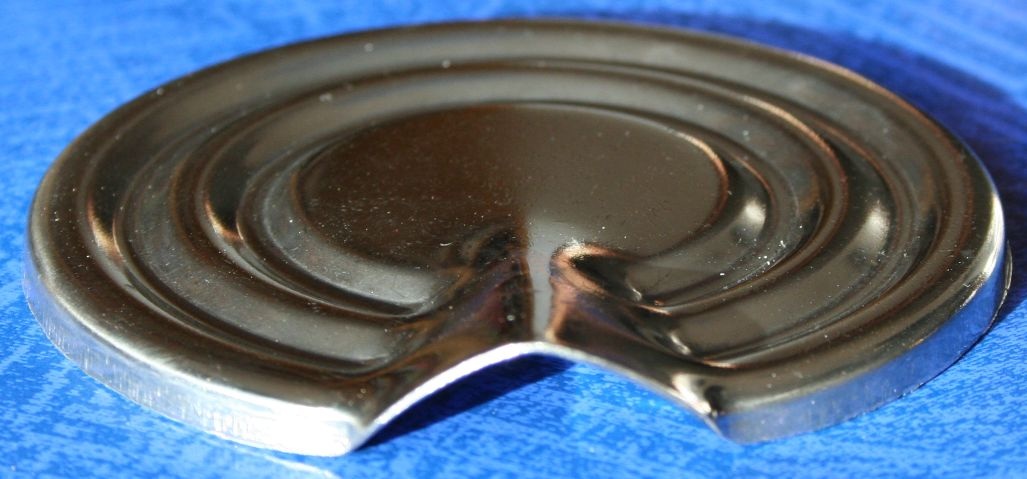
不銹鋼的牛奶防溢器。
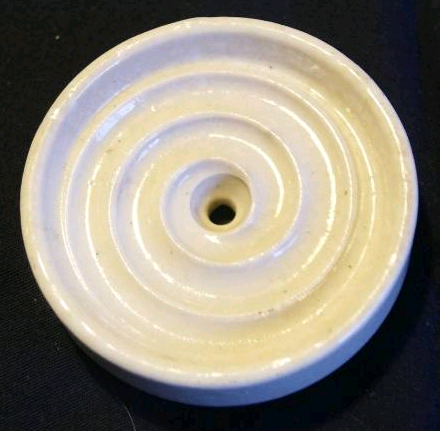
拉丁美洲的牛奶防溢器。
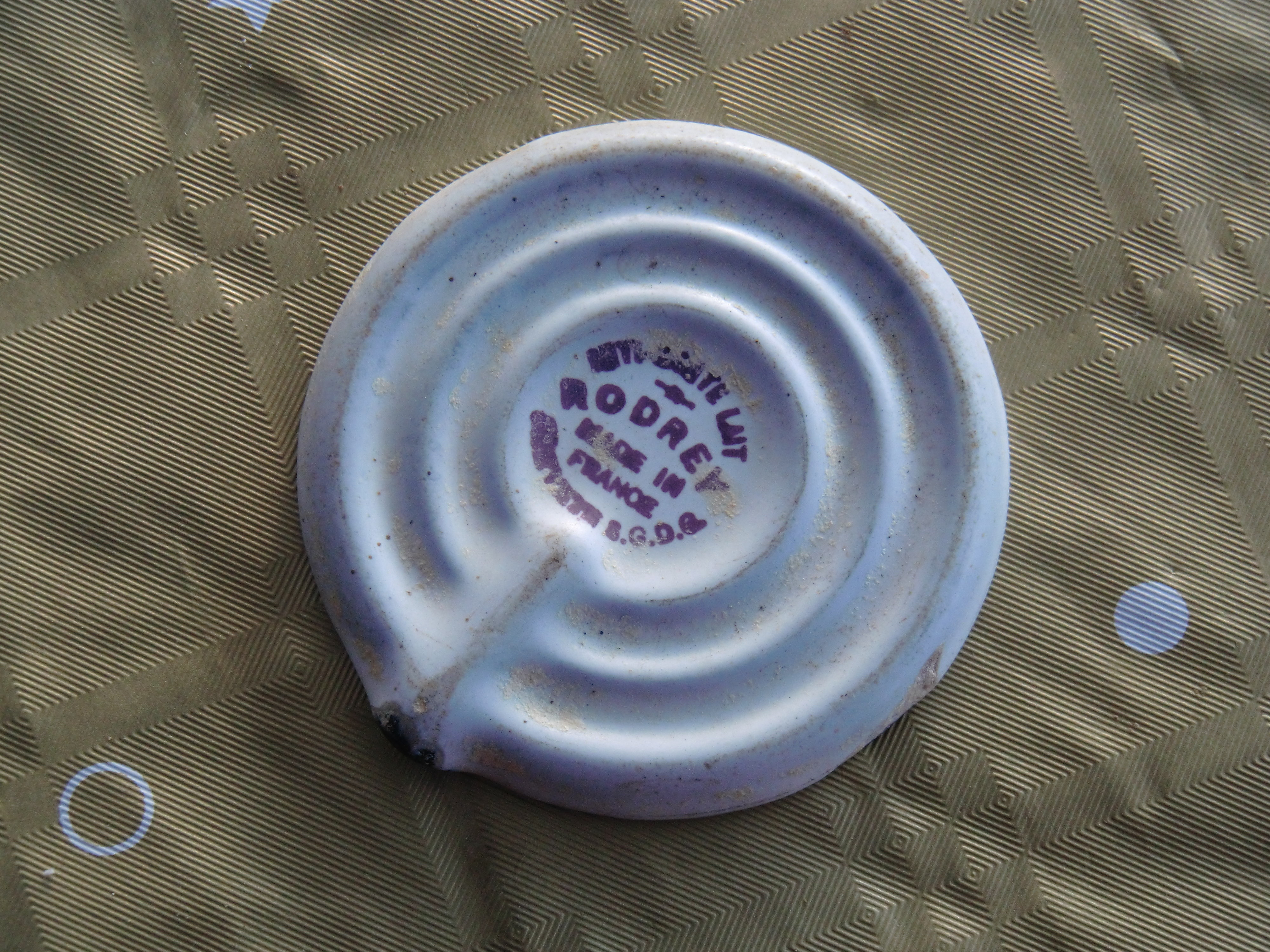
牛奶防溢器的模型，但是中央（中间）沒有孔洞。
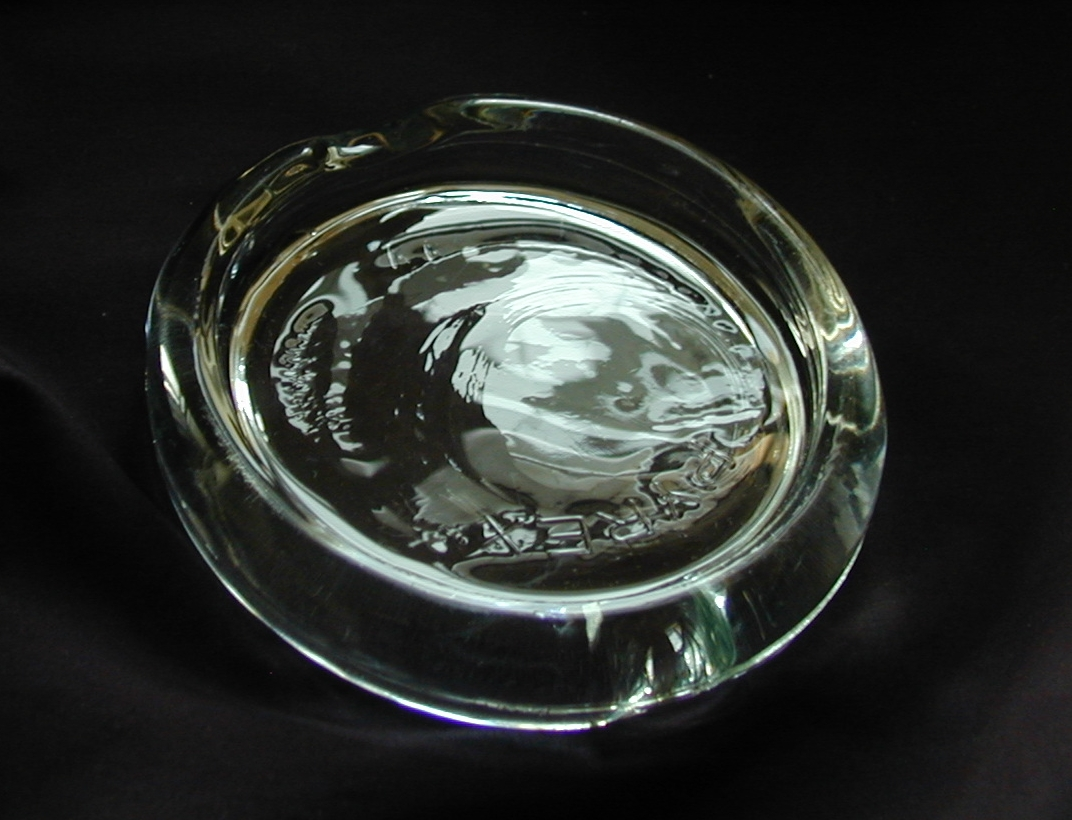
一个牛奶防溢器。
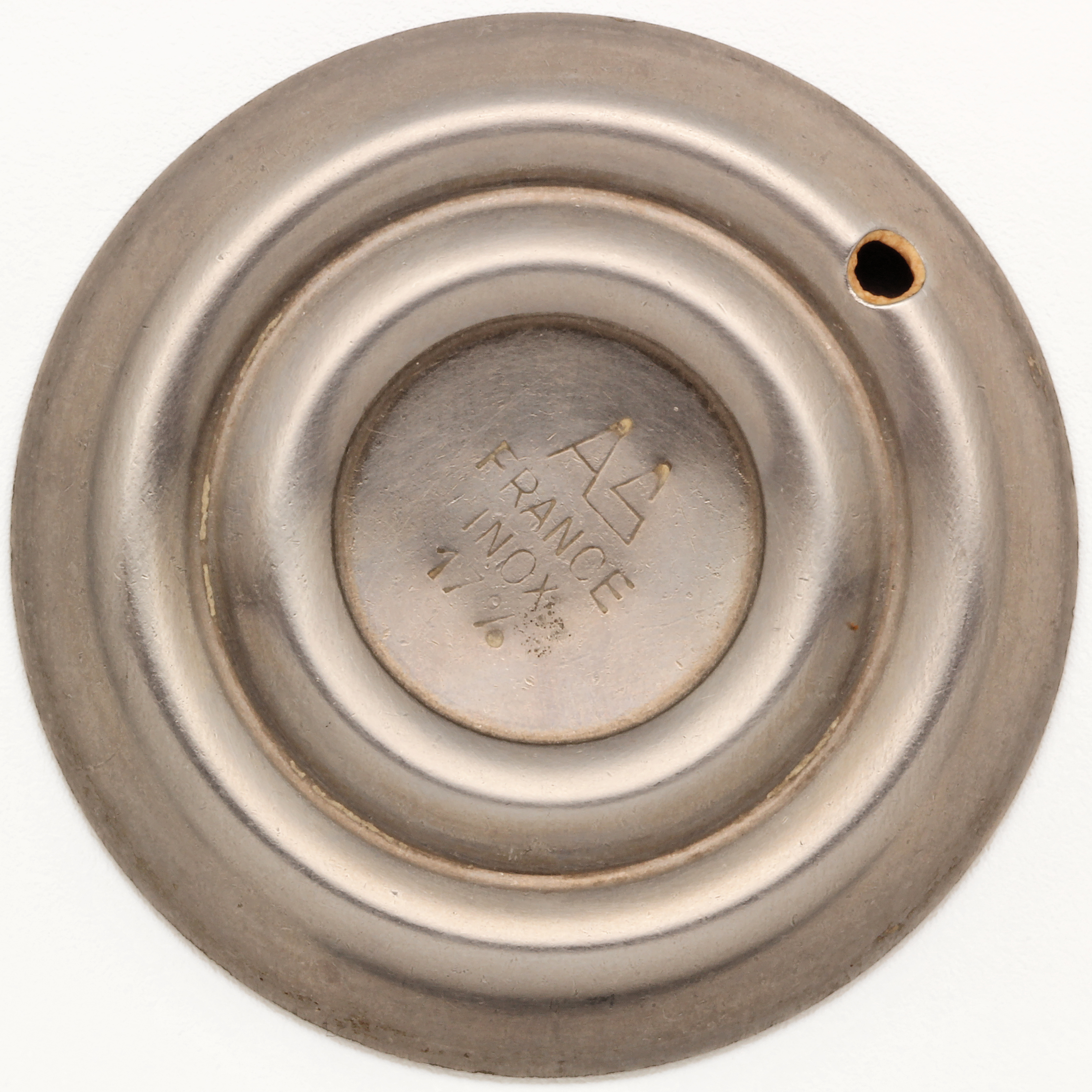
牛奶防溢器，右上方有一个孔洞。
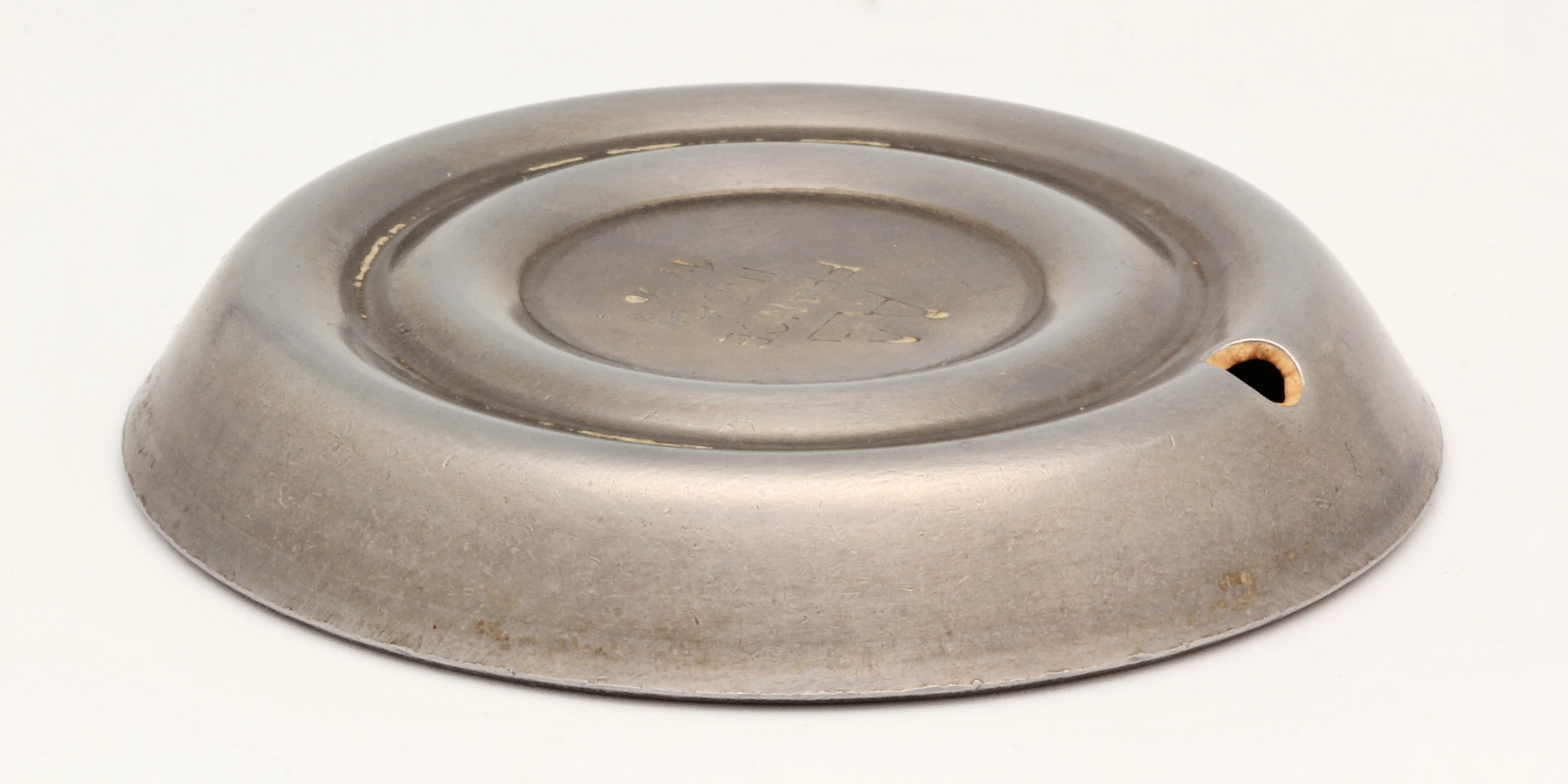
牛奶防溢器，右上方有一个孔洞。

## 外部連結
维基共享资源上的相關多媒體資源：防溢器